# Orphelins et musique dans les conservatoires de Naples
Orphelins et musique dans les conservatoires de Naples définit la relation entre les orphelins et les quatre conservatoires de musique de Naples, que l'on désignait alors par conservatorio, entre leur apparition au XVIe siècle et leur déclin au XIXe siècle, établissements qui, à leur origine, sont des institutions caritatives où les enfants pauvres, malades ou orphelins (qu’on appelait les figlioli) pouvaient recevoir une formation générale (rhétorique, humanités, grammaire, instruction religieuse) et bénéficiaient de différentes autres formations (artisanat, travail manuel) susceptibles de favoriser leur entrée dans le monde du travail.

## Histoire
Les quatre conservatoires de Naples ont été fondés dans le courant du XVIe siècle. Il s'agit du Conservatorio di Santa Maria di Loreto (1537) ; du Conservatorio della Pietà dei Turchini (1573) ; du Conservatorio dei Poveri di Gesù Cristo (1589) et du Conservatorio di Sant’Onofrio a Porta Capuana (1598). Le plus ancien, le Conservatoire de Santa Maria di Loreto, est fondé en 1587 par Giovanni di Tapia, et constitue ainsi la plus ancienne des écoles de musique de ce style. En 1615, les figlioli du Conservatoire napolitain de Santa Maria della Pietà ont commencé à apprendre la musique afin de pouvoir chanter dans les chapelles. À ce stade, les professeurs de ces écoles étaient principalement des maestri de' grammatica, ou bien des « maîtres de différentes matières dont l’apprentissage pouvait aider les enfants à travailler dans l’artisanat ».

## Enseignement de la musique dans lesconservatori
L'enseignement de la musique commence à avoir un rôle notable dans les conservatoires napolitains autour des années qui ont suivi la peste de 1656. Cette pandémie, ainsi que les différents aléas catastrophiques qui ont lieu depuis le xvie siècle, a augmenté le besoin de charité et la difficulté de l'obtenir, en particulier pour les nombreux enfants qui se retrouvent à la rue. Cependant, dès le début du siècle, les administrateurs des orphelinats ont utilisé les ressources disponibles afin de faire face aux crises, dans ces maisons de charité qui n'avaient aucun rapport avec la musique au départ. Du besoin de sauvegarder et protéger ces enfants, les conservatori (du verbe italien conservare, conserver) naissent. Parmi les premiers à avoir eu cette idée, se transformant ainsi progressivement en lieux d'enseignement de la musique, figure le Conservatorio dei Poveri di Gesù Cristo, qui, en 1633, dispose d'une équipe de quatre professeurs de musique : Francesco Rufolo, magister musicae (maître de musique), Marcus Antonius de Antonino, ejus coadiutor (son assistant), Franciscus Anzelonus, magistro lyrae (maître de lyre) et Jacobus Anzelonus, magister buccinae (maître de cornet). Le conservatoire possède des instruments pour ses élèves. Un inventaire de ses possessions, non daté mais probablement fait vers 1630, énumère les instruments suivants : violini di soprano : 3 ; violini di tenore : 3 ; tromboni : 2 ; cornetti vecchi : 3 ; cimbalo : 1, violini : 2 ; violino del defunto Antonio Gabrieli : 1 ; rebecchina : 1.
Dès 1633, le Conservatorio di Santa Maria di Loreto a engagé un maestro di cornetta. Vingt ans plus tard, le Conservatorio di Sant'Onofrio engage à son tour un maestro di cornetta, premier d’une longue lignée de professeurs d'instruments à vent,.
À partir de 1675, l’étude du luth était possible au Conservatorio della Pietà dei Turchini. Dès le début du XVIIIe siècle l’enseignement se concentre progressivement sur l’art lyrique, avec la contribution des conservatori. Dès lors, l’opera seria napolitain bénéficie de chanteurs issus du milieu des conservatori.
Entre les années 1700 et 1800, la pratique de la castration est répandue dans le domaine de la musique. Au début du XVIIe siècle, on retrouve des castrats au service des princes dirigeants italiens. On estime que chaque année, entre 1720 et 1750, à peu près 4 000 enfants (dont la plupart sont issus de familles pauvres) subissent la castration, puis entrent dans les écoles de chant où une formation spécifique leur est réservée.

## Développement
Lorsque l’information sur la qualité des cours de musique dans les conservatoires de Naples s’est répandue, la demande de cours a augmenté. On retrouve notamment le même schéma à Palerme et à Venise, où seules les filles avaient accès à ces enseignements, dans les quatre ospedali de la ville. Des élèves payants, appelés figlie in educatione (« ben nati »), s’étaient ajoutés aux orphelins vivant dans l'orphelinat pour suivre les cours. Les honoraires de ces « figlie del coro » sont payés par des clients venus l'Allemagne et l'Autriche[pas clair]. À partir de ce moment, les conservatori assument le double rôle d’orphelinat et d’école professionnelle de musique.
Le Conservatorio dei Poveri di Gesu Cristo différait des trois autres en ce qu’il était le seul à être sous le contrôle direct de l’Église, son patron étant l'archevêque de Naples. Les autres sont passés sous le pouvoir laïque, soit les vice-rois espagnols (jusqu’à 1707), les vice-rois autrichiens (de 1707 à 1734), puis les rois de Naples, Charles III et Ferdinand IV, qui  exerçaient un contrôle sur les opéras « sérieux » composés pour le Teatro San Carlo.

## Surpeuplement
En 1738 le Conservatorio della Pietà abrite plus d'un millier de personnes dans un bâtiment conçu au départ pour environ la moitié de ce nombre. En 1740, le Conservatorio della Pieta est surpeuplé et l'admission difficile.

Burney nous donne une image du chaos qu'il a trouvé dans un conservatorio lors de sa visite à Naples en 1770. Il en décrit la situation : 

« Les lits, qui sont dans la même pièce, servent de sièges pour les clavecins et pour d’autres instruments. Sur trente ou quarante garçons qui pratiquaient, je n'en ai découvert que deux qui jouaient le même morceau. Certains parmi ceux qui pratiquaient le violon me semblaient avoir beaucoup de dextérité. Les violoncelles s'exercent dans une autre salle ; les flûtes, les hautbois et les autres instruments à vent, dans une troisième ; les trompettes et les cors sont obligés de jouer soit sur l'escalier, soit sur le toit de la maison »

— Burney, The Present State of Music in France and Italy, London, ed. Scholes, 1959, p. 269.
Malgré le surpeuplement d’étudiants, la demande de musiciens reste importante à Naples, et les dirigeants du Teatro San Carlo, édifié en 1737, veulent que leurs étudiants jouent dans l'orchestre. En 1746, un extrait du Règlement et du statut du Conservatorio de la Pieta dei Turchini indique :

« La classe de violon se tiendra dans le coin inférieur du dortoir senior, la classe de hautbois dans l'ubbidienza, la classe de violoncelles et de contrebasses dans le passage du vestiaire supérieur [Guardarobba], et la classe de trombones et trompettes dans le vestiaire inférieur… »

— di Giacomo S., op. cit., p. 219.
Dès le XVIIIe siècle, les institutions proposent également des cours de clavecin et des cours de chant. Les directeurs de musique sont  des compositeurs de renom comme Jommelli, Porpora, Leonardo Leo, Durante et Sacchini, qui attirent des étudiants comme Pergolesi.

## Déclin
Jusqu'aux années 1770, ces organisations sont au sommet de leur renommée. Leur déclin est dû à des raisons d'ordre économique. À Naples, comme à Venise, l'État s'appauvrit et la noblesse n'est plus en mesure de soutenir les organismes. En 1780, les conservatoires sont pratiquement en faillite, ce qui, après l'occupation de Naples par Joseph Bonaparte en 1806, provoque la séparation entre écoles de musique et orphelinats.
Le 1er janvier 1807, le Conservatorio dei Turchini reçoit un nouveau statut et est transformé, avec le nom de Collegio Reale di Musica, en Conservatoire d'État, uniquement pour les étudiants en musique. Le Collegio Reale di Musica, situé dans le monastère de San Sebastiano, est fondé par le roi Joseph Bonaparte à partir des restes des deux conservatoires survivants (Pietà dei Turchini et Sant’Onofrio a porta Capuana).
Au XVIIIe siècle, il y a une tentative de raviver la tradition d’enseignement des conservatori et d’établir un nouvel équilibre pour les deux écoles qui n’avaient pas encore été intégrées dans le Collegio Reale.
Tous les enseignants de composition et de partimenti (introduction de base à l’accompagnement harmonique) sont invités à déposer à la bibliothèque collégiale une copie de leurs livres de cours manuscrits, afin de permettre aux étudiants d’étudier directement à partir du matériel pédagogique produit par les enseignants. Des dizaines de manuscrits (autographes et copies) sont collectés et intègrent la collection que Giuseppe Sigismondo et Saverio Mattei ont rassemblée aux archives du Conservatorio de la Pietà dei Turchini.
Charles Burney cite parmi ces enseignants Carlo Cotumacci, élève d’Alessandro Scarlatti. Selon Francesco Florimo (it) (1800-1888), Cotumacci est aussi un élève de la deuxième génération des enseignants ayant reçu les cours de Durante.
Dans la seconde moitié du XIXe siècle, Francesco Florimo, premier historien à tenter une reconstruction complète des écoles et traditions napolitaines, trace les généalogies des enseignants et des élèves des conservatori de Naples. Le travail est poursuivi dans la première moitié du XXe siècle par Salvatore Di Giacomo (1860-1934). Ces études historiques montrent en fait une carte très complexe de filiations à l’intérieur des conservatori. Au cœur de l’enseignement de la musique, le système des conservatoires d’aujourd’hui a hérité de ces anciennes institutions, entre autres, le fait que nos orchestres ne pourraient quasiment pas exister sans les conservatoires.